# Izabela Skierska
Izabela Skierska (ur. 4 grudnia 1967 w Szczecinku, zm. 2 kwietnia 2014 w Poznaniu) – historyk, mediewista, doktor habilitowany nauk humanistycznych, profesor nadzwyczajny w Polskiej Akademii Nauk.

## Życiorys
Absolwentka historii na Uniwersytecie im. Adama Mickiewicza w Poznaniu (1991). W 2002 roku obroniła doktorat w Instytucie Historii PAN (Obowiązek mszalny w średniowiecznej Polsce, promotor: Antoni Gąsiorowski). Habilitacja w 2009 tamże (Sabbatha sanctifices. Dzień święty w średniowiecznej Polsce). Od 1991 pracownik Instytutu Historii Polskiej Akademii Nauk w Poznaniu w Zakładzie Słownika Historyczno-Geograficznego Ziem Polskich w Średniowieczu. Od 2003 roku kierownik pracowni poznańskiej Słownika historyczno-geograficznego województwa poznańskiego w średniowieczu. Od roku 1999 sekretarz redakcji "Roczników Historycznych". Zajmowała się historią Kościoła w późnośredniowiecznej Polsce, a zwłaszcza jego administracją i sądownictwem.

## Publikacje
- Księga promocji Wydziału Sztuk Uniwersytetu Krakowskiego z XV wieku, wyd. Antoni Gąsiorowski, przy współpracy Tomasza Jurka, Izabeli Skierskiej, Wincentego Swobody, Kraków: PAU 2000.
- Obowiązek mszalny w średniowiecznej Polsce, Warszawa: Wydawnictwo IH PAN 2003.
- Metryka Uniwersytetu Krakowskiego z lat 1400-1508: Biblioteka Jagiellońska rkp. 258, t. 1-2, wyd. Antoni Gąsiorowski, Tomasz Jurek, Izabela Skierska, Kraków: Towarzystwo Naukowe "Societas Vistulana" 2004.
- Fontes et historia: prace dedykowane Antoniemu Gąsiorowskiemu, red. Tomasz Jurek i Izabela Skierska, Poznań – Warszawa: Instytut Historii Polskiej Akademii Nauk 2007.
- Sabbatha sanctifices: dzień święty w średniowiecznej Polsce, Warszawa: Instytut Historii Polskiej Akademii Nauk 2008.
- Szamotuły: karty z dziejów miasta. 2, pod red. Izabeli Skierskiej, Szamotuły Muzeum Zamek Górków, 2009.
- Metryka czyli Album Uniwersytetu Krakowskiego z lat 1509-1551: Biblioteka Jagiellońska rkp. 259, wyd. Antoni Gąsiorowski, Tomasz Jurek, Izabela Skierska, Warszawa: Wydawnictwo Neriton - Instytut Historii PAN 2010.
- Szamotulska księga ławnicza z lat 1567-1579: Staatsbibliothek zu Berlin - Preussischer Kulturbesitz Ms. boruss. fol. 1002, wyd. Antoni Gąsiorowski, Tomasz Jurek, Izabela Skierska, Szamotuły: Muzeum Zamek Górków - Warszawa: Instytut Historii Polskiej Akademii Nauk 2010.
- Najstarsza księga promocji Wydziału Sztuk Uniwersytetu Krakowskiego z lat 1402-1541, wydali Antoni Gąsiorowski, Tomasz Jurek, Izabela Skierska, Warszawa: Instytut Historii PAN 2011.
- Słownik historyczno-geograficzny województwa poznańskiego w średniowieczu, z. 2: Tabliny-Unięcice, oprac. Paweł Dembiński, Tomasz Gidaszewski, Krystyna Górska-Gołaska, Tomasz Jurek, Grażyna Rutkowska, Izabela Skierska, Poznań: Wydawnictwo Poznańskiego Towarzystwa Przyjaciół Nauk 2014.